# Джагтаун (Меріленд)
Джагтаун (англ. Jugtown) — переписна місцевість (CDP) в США, в окрузі Вашингтон штату Меріленд. Населення — 168 осіб (2020).

## Географія
Джагтаун розташований за координатами 39°36′51″ пн. ш. 77°35′39″ зх. д. / 39.61417° пн. ш. 77.59417° зх. д. (39.614277, -77.594300).  За даними Бюро перепису населення США в 2010 році переписна місцевість мала площу 0,86 км², уся площа — суходіл.

## Демографія
Згідно з переписом 2010 року, у переписній місцевості мешкали 204 особи в 70 домогосподарствах у складі 63 родин. Густота населення становила 236 осіб/км².  Було 75 помешкань (87/км²).
Расовий склад населення:
| - 92,2 % — білих - 2,5 % — азіатів - 4,4 % — осіб інших рас |

До двох чи більше рас належало 1,0 %. Частка іспаномовних становила 2,9 % від усіх жителів.
За віковим діапазоном населення розподілялося таким чином: 20,1 % — особи молодші 18 років, 68,1 % — особи у віці 18—64 років, 11,8 % — особи у віці 65 років та старші. Медіана віку мешканця становила 44,6 року. На 100 осіб жіночої статі у переписній місцевості припадало 96,2 чоловіків;  на 100 жінок у віці від 18 років та старших — 98,8 чоловіків також старших 18 років.
Середній дохід на одне домашнє господарство  становив 107 807 доларів США (медіана — 72 212), а середній дохід на одну сім'ю — 110 617 доларів (медіана — 75 833). Медіана доходів становила 70 536 доларів для чоловіків та 28 167 доларів для жінок. За межею бідності перебувало 4,7 % осіб, у тому числі 0,0 % дітей у віці до 18 років та 27,0 % осіб у віці 65 років та старших.
Цивільне працевлаштоване населення становило 118 осіб. Основні галузі зайнятості: оптова торгівля — 19,5 %, освіта, охорона здоров'я та соціальна допомога — 15,3 %, роздрібна торгівля — 14,4 %.